# اچیکسو
اچیکسو (به لاتین: Achyksuu) در قرقیزستان است که در استان اوش واقع شده‌است.

## خصوصیات
اچیکسو ۲٬۰۱۴ نفر جمعیت دارد و ۳٬۰۵۰ متر بالاتر از سطح دریا واقع شده‌است.